# Ієронім Морштин
Ієронім Морштин (пол. Hieronim Morsztyn, бл. 1581 — 1623) — польський поет та письменник часів Речі Посполитої. Представник шляхетського роду Морштинів гербу Леліва.

## Життєпис
Був сином аріан Флоріана Морштина та його дружини Зузанни Ласької. Рано втратив батьків, виховуваввся вуєм Самуелем Лаським, який відправив Ієроніма ннавчатися до єзуїтського колегіуму у Бранево. В подальшому про його долю відомо замало. Знано, що Морштин жив при дворах магнатів у Любліні, а потім у Вільно. Помер 1623 року.

### Творчість
Був майстром ліричної поезії. Є автором рукописної збіркаи «Збори віршів» і ліричного циклу «Світська насолода». Орієнтація в сучасних авторові літературних тенденціях Західної Європи і незвичайна широта тематики поєднуються в його творчості з високою культурою вірша, примарною грою емоційних відтінків, де тонкий гумор, радісні тони і еротичні двозначності переплітаються з овіяним сумом усвідомленням тлінності земного буття.
У любовній ліриці Морштина відчувається зіткнення традицій польського Відродження з впливами маринізму. Вже після смерті Морштина були видані дві збірки його новел у віршах і прозі (1650 та 1655 роки), які придбали велику популярність. До збірки 1650 року увійшла «Втішна історія про доброчесну королеву Банялюке з країни східної» — перший бароковий роман у віршах. За своїми мотивами цей твір близький до поширених на той час в Італії збірок фантастичних повістей, казок, новел, де східна екзотика і яскрава феєрія нерідко поєднуються з елементами фольклору. Разом з «Банялюкою» були видані чудові прозові переробки двох новел Боккаччо, фабульна основа яких була заповнена польськими мотивами. Подібна тенденція характерна і для віршованих переробок інших новел італійського Відродження, що склали збірку 1655 року.